# Nantoux
Nantoux – miejscowość i gmina we Francji, w regionie Burgundia-Franche-Comté, w departamencie Côte-d’Or.
Według danych na rok 1990 gminę zamieszkiwało 155 osób, a gęstość zaludnienia wynosiła 24 osoby/km² (wśród 2044 gmin Burgundii Nantoux plasuje się na 756. miejscu pod względem liczby ludności, natomiast pod względem powierzchni na miejscu 1147.).